# Canton de Formerie
Le canton de Formerie est une ancienne division administrative française située dans le département de l'Oise en région Picardie.

## Géographie
Ce canton a été organisé autour de Formerie dans l'arrondissement de Beauvais. Son altitude varie de 122 m (Quincampoix-Fleuzy) à 229 m (Formerie) pour une altitude moyenne de 185 m.

## Représentation

### Conseillers d'arrondissement (de 1833 à 1940)
| Période                                  | Période      | Identité                                 | Étiquette | Qualité |
| ---------------------------------------- | ------------ | ---------------------------------------- | --------- | --- |
| 1833                                     | 1839         | Antoine Firmin Dupuis-Gromas (1804-1874) |           | Négociant, maire de Campeaux                                                                                |
| 1839                                     | 1848         | Jean Nicolas Siou                        |           | Notaire, maire de Formerie (1837-1856)                                                                      |
|                                          |              |                                          |           | |
| 1852                                     | 1855 (décès) | Louis Noël Pascal Devambez (1795-1855)   |           | Huissier, juge de paix, Campeaux                                                                            |
| 1855                                     | 1871         | Charles Marie Brossard de Beauchesne     |           | Avocat, adjoint au maire de Moliens                                                                         |
| 1871                                     | 1886         | Émile Yvart (1825-1897)                  |           | Propriétaire, maire de Formerie, greffier de la justice de paix                                             |
| 1886                                     | 1895         | Émile Roussel                            | Radical   | Médecin, maire de Romescamps                                                                                |
| 1895                                     | 1913         | Jean-Pierre Ménestrier                   | Radical   | Maire de Lannoy-Cuillère                                                                                    |
|                                          |              |                                          |           | |
|                                          | 1937         | Raymond Lièbe                            | Radical   | Maire de Broquiers                                                                                          |
| 1937                                     | 1940         | Marc Ségala                              | Radical   | Médecin, ancien maire de Villers-Vermont (1919-1928)                                                        |
| 1940                                     |              |                                          |           | Les conseils d'arrondissement ont été suspendus par la loi du 12 octobre 1940 et n'ont jamais été réactivés |
| Les données manquantes sont à compléter. |              |                                          |           | |

### Conseillers généraux de 1833 à 2015
| Période | Période            | Identité                                         | Étiquette              | Qualité                                                                                         |
| ------- | ------------------ | ------------------------------------------------ | ---------------------- | ----------------------------------------------------------------------------------------------- |
| 1833    | 1871               | Pierre Etienne Léonard Donat Ménestrier          |                        | Propriétaire du château de Ménival Maire de Lannoy-Cuillère                                     |
| 1871    | 1883               | Charles Marie Brossard de Beauchesne (1815-1907) | Droite                 | Avocat - Propriétaire, maire de Moliens, conseiller d'arrondissement                            |
| 1883    | 1895               | Alexis Delaunay                                  | Républicain            | Notaire - Maire de Formerie (1878-?) Député (1889-1893)                                         |
| 1895    | 1901               | Émile Roussel (1850-1934)                        | Rad.                   | Médecin Conseiller d'arrondissement (1886 → 1895) Maire de Romescamps (1890 → 1921)             |
| 1901    | 1907               | Charles Haudricourt                              | FR                     | Avocat - député (1902-1906) Maire de Moliens                                                    |
| 1907    | 1913               | Émile Roussel                                    | Rad.                   | Médecin Conseiller d'arrondissement (1886 → 1895) Maire de Romescamps (1890 → 1921)             |
| 1913    | 1919               | Jean-Pierre Ménestrier                           | Rad.                   | Cultivateur Propriétaire du château et maire de Lannoy-Cuillère, conseiller d'arrondissement    |
| 1919    | 1931               | Fernand Gaudefroy                                | Rad.                   | Médecin Adjoint au maire de Formerie                                                            |
| 1931    | 1940               | Gaston Buisson                                   | Rad.                   | Marchand de bestiaux, Maire de Blargies                                                         |
|         |                    |                                                  |                        |                                                                                                 |
| 1945    | 1967 (décès)       | Gaston Buisson                                   | Rad. puis RGR puis UNR | Négociant en bestiaux Maire de Blargies assassiné en mars 1967                                  |
| 1967    | 1973               | Jean Macrez                                      | DVG puis PS            | Propriétaire à Abancourt                                                                        |
| 1973    | 1987 (décès)       | André Trancart (1922-1987)                       | DVD                    | agriculteur Maire d'Omécourt                                                                    |
| 1987    | 1992               | Hervé Joron                                      | PS                     | principal de collège Maire de Formerie (1983-2000)                                              |
| 1992    | 2015 Réélu en 2011 | Gérard Decorde                                   | RPR puis UMP           | négociant en bestiaux Maire de Blargies (1977-2008) Elu en 2015 dans le Canton de Grandvilliers |

## Composition
Le canton de Formerie a groupé 23 communes et a compté 7 821 habitants (recensement de 1999 sans doubles comptes).
| Communes                | Population (2012) | Code postal | Code Insee |
| ----------------------- | ----------------- | ----------- | ---------- |
| Abancourt               | 567               | 60220       | 60001      |
| Blargies                | 450               | 60220       | 60076      |
| Boutavent               | 76                | 60220       | 60096      |
| Bouvresse               | 164               | 60220       | 60098      |
| Broquiers               | 225               | 60220       | 60110      |
| Campeaux                | 433               | 60220       | 60122      |
| Canny-sur-Thérain       | 147               | 60220       | 60128      |
| Escles-Saint-Pierre     | 120               | 60220       | 60219      |
| Formerie                | 2 170             | 60220       | 60245      |
| Fouilloy                | 194               | 60220       | 60248      |
| Gourchelles             | 119               | 60220       | 60280      |
| Héricourt-sur-Thérain   | 85                | 60380       | 60312      |
| Lannoy-Cuillère         | 211               | 60220       | 60347      |
| Moliens                 | 942               | 60220       | 60405      |
| Monceaux-l'Abbaye       | 182               | 60220       | 60407      |
| Mureaumont              | 110               | 60220       | 60444      |
| Omécourt                | 149               | 60220       | 60476      |
| Quincampoix-Fleuzy      | 426               | 60220       | 60521      |
| Romescamps              | 482               | 60220       | 60545      |
| Saint-Arnoult           | 172               | 60220       | 60566      |
| Saint-Samson-la-Poterie | 238               | 60220       | 60596      |
| Saint-Valery            | 39                | 60220       | 60602      |
| Villers-Vermont         | 120               | 60380       | 60691      |

## Démographie
| 1962  | 1968  | 1975  | 1982  | 1990  | 1999  | 2009 |
| ----- | ----- | ----- | ----- | ----- | ----- | ---- |
| 7 325 | 7 910 | 7 572 | 7 508 | 7 615 | 7 821 | -    |

## Galerie

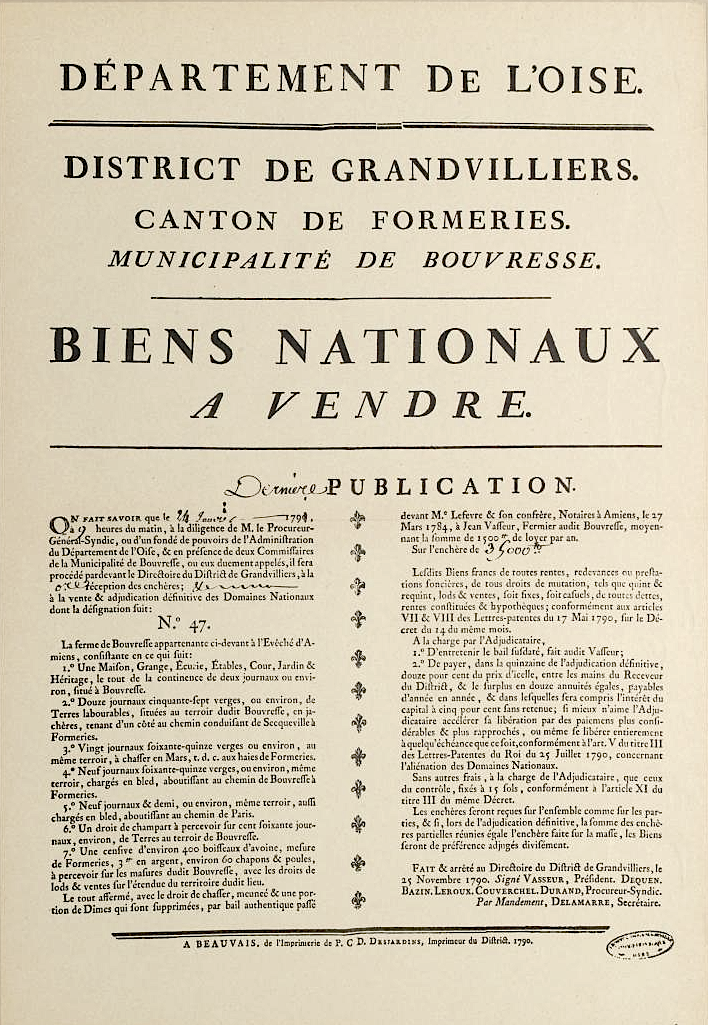
Affiche annonçant la vente de biens nationaux et mentionnant le CANTON DE FORMERIES (1790)